# La Plage du désir
Pour plus de détails, voir Fiche technique et Distribution.
La Plage du désir (Os cafajestes) est un film dramatique brésilien réalisé par Ruy Guerra, sorti en 1962.
Le film fait partie de la sélection à la Berlinale 1962. En novembre 2015, le film est inclus dans la liste établie par l'Association brésilienne des critiques de cinéma (Abraccine) des 100 meilleurs films brésiliens de tous les temps.

## Synopsis
À Rio de Janeiro, deux jeunes marginaux montent un chantage pour s'acheter une voiture de luxe. Par intérêt et par voyeurisme, ils photographient la maîtresse d'un homme riche, au cours d'une longue scène de nudité sur une plage.

## Fiche technique
- Titre original : Os cafajestes
- Titre français : La Plage du désir
- Réalisation : Ruy Guerra
- Scénario : Ruy Guerra et Miguel Torres
- Musique : Luiz Bonfá
- Pays d'origine : Brésil
- Format : Noir et blanc - 35 mm - Mono
- Genre : drame
- Durée : 100 minutes
- Dates de sortie :
  -  Brésil : 24 mars 1962
  - Berlinale 1962

## Distribution
- Jece Valadão : Jandir
- Daniel Filho : Vavá
- Lucy de Carvalho : Vilma
- Norma Bengell : Leda